# BDŽ-Serie 4000
Die Fahrzeuge der BDŽ-Serie 4000 (ab 1936 als BDŽ-Baureihe 45 eingeordnet) waren Güterzug-Tenderlokomotiven der bulgarischen Staatsbahnen Bălgarski Dăržavni Železnici (BDŽ) mit der Achsfolge F. Die BDŽ beschaffte in einer Serie 1922 insgesamt zehn Lokomotiven dieser Baureihe. Sie waren die ersten bulgarischen Dampflokomotiven mit einer Reibungslast über 100 t. 

## Geschichte
Nachdem 1911 mit der kkStB 100 die erste Dampflokomotive mit sechs angetriebenen Achsen erschien und 1917 mit der Württembergischen K die ersten Güterzuglokomotiven der späteren DR-Baureihe 59 ihre Betriebstauglichkeit unter Beweis stellten, beschafften fünf Jahre später die bulgarischen Staatsbahnen BDŽ für die schweren Kohlenzüge aus dem wichtigsten bulgarischen Steinkohlerevier bei Pernik nach Sofia und für Steilrampendienste Lokomotiven mit sechs angetriebenen Achsen. Zehn dieser Lokomotiven mit sechs angetriebenen Achsen und der Achsfolge F beschaffte die BDŽ 1922 bei Hanomag als Zweizylinder-Verbundmaschinen. Sie waren laufachlose Nassdampflokomotiven in Zweizylinder-Verbundbauart und trugen ursprünglich die Bezeichnung Reihe 4000. Die Niederdruckzylinder der Lokomotiven besaßen einen Durchmesser von 900 mm, sie waren die größten Dampflokomotivzylinder bei den BDŽ.
Das Trieb- und Laufwerk der Lokomotive wurde nach dem System Gölsdorf mit seitenverschiebbaren Kuppelachsen ausgeführt. Als Treibachse wurde die vierte Achse der Lok gewählt, was eine sehr lange Treibstange bedingte. Die Treibachse war ohne Spurkranz ausgeführt worden. Die letztausgelieferte Lokomotive, die ursprünglich die Nummer 4010 (ab 1936 als 45.10 bezeichnet) trug, war die Lokomotive mit der Fabriknummer 10000 von Hanomag. Sie besaß besondere Jubiläumsschilder, die beiderseits am Dampfdom angebracht waren.
Steigende Transportleistungen erforderten weitere Lokomotiven für das Steinkohlerevier Pernik. Es entstand daraufhin die Baureihe 46 mit zusätzlichen Laufachsen und ebenfalls sechs angetriebenen Achsen. Bis 1931 waren die Lokomotiven der Reihe 45 ausschließlich auf der Bahnstrecke von Sofia nach Pernik im Einsatz. Danach traten sie ihren Platz an die Reihe 46 ab und erfüllten nur noch Reservedienste oder Arbeiten im schweren Rangierdienst.
1948 wurden alle Lokomotiven nach ungefähr 25 Jahren Einsatz auf Zwillingstriebwerk mit einfacher Dampfdehnung umgebaut. Als Steuerungssystem wurde eine Lentz-Ventilsteuerung ausgewählt. In dieser Form waren die Lokomotiven noch bis Anfang der 1970er Jahre im Einsatz.
Die 45.06 wurde 2004 sowie 2014 als noch vorhanden, jedoch nicht betriebsfähig, in Asenowo geführt,